# Ожерелье (Менандр)
«Ожерелье» (др.-греч. Πλόκιον) — комедия древнегреческого драматурга Менандра (IV—III века до н. э.), текст которой сохранился только фрагментарно в виде цитат, приведённых другими античными авторами. Наиболее крупные фрагменты содержатся в «Аттических ночах» Авла Геллия, сравнивающего на этом материале стиль Менандра со стилем Цецилия Стация (последний создал латинскую версию пьесы).
Точные данные есть только о сюжетной завязке. Молодой человек по имени Мосхион должен жениться на своей родственнице, но при этом от него забеременела девушка из бедной семьи, живущей по соседству. В соответствии с законами жанра эта девушка наверняка обретала богатых родителей, причём ожерелье должно было сыграть роль опознавательного знака.